# Bonifacio Maria Krug
Bonifacio Maria Krug (Hünfeld, 9 settembre 1838 – Abbazia di Montecassino, 4 luglio 1909) è stato un abate tedesco naturalizzato italiano.

## Biografia
Bonifacio Maria Krug proveniva da una famiglia protestante nella cittadina a maggioranza cattolica di Hünfeld vicino a Fulda. Nel 1844 la famiglia emigrò negli Stati Uniti d'America. Qui Bonifacio Maria si convertì al cattolicesimo e nel 1859 entrò nell'Abbazia benedettina-cassinese di San Vincenzo in Pennsylvania, ricevendo dal fondatore dell'abbazia, Bonifacio Wimmer, il nome di Bonifacio, da san Bonifacio, patrono dell'Ordine.
Nel 1860 Krug prese i voti e nel 1861 ricevette gli ordini sacri. Nel 1863 Krug si trasferì nell'abbazia di Montecassino, ove pronunciò i suoi voti solennemente. Nel 1874 ne divenne priore. Nel 1883, anche grazie alla sua conoscenza delle lingue, fu nominato Visitatore apostolico dei benedettini inglesi.
Nel 1888 divenne abate dell'abbazia di Santa Maria del Monte presso Cesena. Nel 1895 divenne anche capo supremo della Congregazione cassinese. Nel 1897 i monaci di Montecassino lo elessero abate, successore del defunto Giuseppe Quandel. 
Il merito eccezionale di Krug consistette nella ricostruzione spirituale e materiale dell'abbazia di Montecassino, dopo che le sue basi economiche erano state spogliate nel corso dei tempi dallo stesso stato italiano.

## Arte

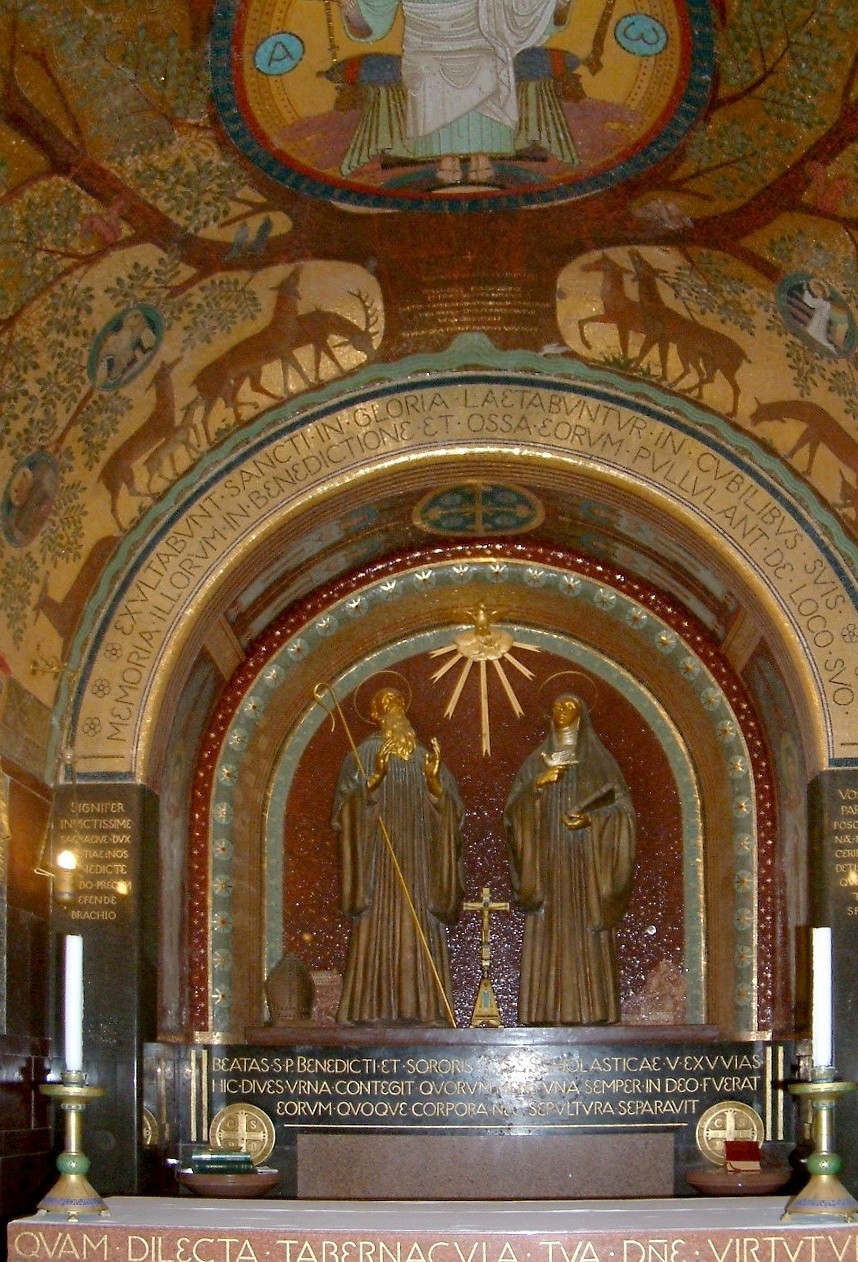
Altare della cripta della chiesa abbaziale di Montecassino con le statue dei santi Benedetto e Scolastica. I mosaici sono opera dei monaci-artisti della Beuroner Kunstschule.

Bonifacio Krug fece abbellire verso il 1900 la cripta della chiesa abbaziale di Montecassino dai monaci-artisti della Scuola d'arte di Beuron diretti da Desiderius Lenz, ma al completamento dell'opera e alla consacrazione della cripta Krug non poté più partecipare.
Compose opere polifoniche, la più nota delle quali è Dormi, non piangere.